# A Végek Művészete Szablyavívó Iskola
A Végek Művészete Szablyavívó Iskola egy magyar HEMA szervezet. A vívóiskola tagjai főleg a középkori és kora újkori történelmi európai harcművészetek hiteles oktatásával és kutatásával foglalkoznak a korabeli vívókönyvek, kódexek alapján.

## Oktatók

### Schunder László
Több éven keresztül kendózott. 2010-ben kezdte el gyakorolni a történelmi európai vívást az Ars Ensis vívóiskolában. 2012-től a HEMAC szervezet tagja. Az Ars Ensis egyik vezető oktatója volt. Közreműködött a vívóiskola szablyavívó tananyagának kidolgozásában, ehhez Alfred Hutton Cold Steel (1889) c. művét és Chappon Samu A vívás művészetének elmélete (1892) c. vívókönyvét használta.
2011-ben megnyerte a dijoni HEMAC-rendezvény féder versenyét, illetve az Ars Ensis Tornát. Számos hazai hosszúkard- és szablyavívó verseny győztese.
2015-ben alapította a Végek Művészete Szablyavívó Iskolát. A szervezet jó kapcsolatokat ápol számos magyarországi hagyományőrző egyesülettel, illetve vívóiskolával: Bajvívó Magyarok, Georgikon Szablya Kör. Tagjai részt vesznek az Országos Baranta Szövetség által szervezett versenyeken (Zrínyi Kupa, 2016, 2018).

## Könyvismertető
Ha egy magyarnak azt mondod: kard, akkor jó eséllyel egy egykezes, ívelt, néha fokélre fent fegyvert képzel el: egy szablyát. Véletlen lenne? Nem igazán. A hajdúk és huszárok katonai sikerei, a végvárak népének kitartása elválaszthatatlanná tette a szablyát a magyar történelemtől. Emiatt illik ismernünk ennek a nemes és veszedelmes fegyvernek a forgatását. Ebben a könyvben a XVI-XVII. századi magyar szablyaforgatás rekonstruált technikáit ismerheti meg az olvasó.

### Videók
- Magyar szablya a török korban (1. rész). youtube.com. (Hozzáférés: 2017. április 27.)
- Magyar szablya a török korban (2. rész). youtube.com. (Hozzáférés: 2017. április 27.)

- Szablyaharc toborzó. youtube.com. (Hozzáférés: 2017. április 26.)
- Hosszúkardvívás bemutató (Sárospatak, 2013). youtube.com. (Hozzáférés: 2017. április 26.)
- Szabadvívás szablyával (2015). youtube.com. (Hozzáférés: 2017. április 27.)

### Blogok
- http://szablyaharc.blogspot.hu
- http://kardazelet.blogspot.hu